# Informations-Verarbeitungs-Zentrum

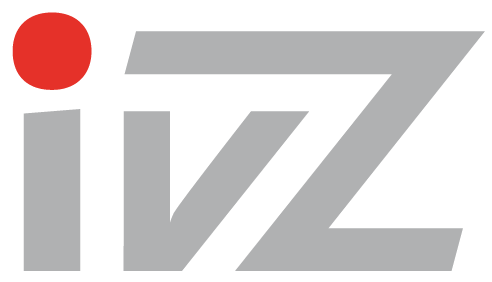
Logo des IVZ

Das Informations-Verarbeitungs-Zentrum (IVZ) ist eine Kooperation von ARD und Deutschlandradio, im Rahmen einer öffentlich-rechtlichen, nicht-rechtsfähigen Verwaltungsgemeinschaft mit Sitz im Rundfunk Berlin-Brandenburg in Potsdam.

## Aufgaben
Aufgabe des IVZ ist die Erfassung, Verarbeitung und Nutzung von Daten, einschließlich der Verarbeitung und Nutzung von Daten zu eigenen journalistisch-redaktionellen Zwecken der Rundfunkanstalten, der Einrichtung von Datenbanken, der Programmerstellung und Softwareentwicklung sowie der Durchführung von Arbeiten im Bereich betriebswirtschaftlicher und archivarischer EDV-Anwendungen für die Rundfunkanstalten oder im Auftrag Dritter. 

## Geschichte
Die Einrichtung wurde 1993 als Kooperation von Mitteldeutscher Rundfunk (MDR), Ostdeutscher Rundfunk Brandenburg (ORB) und Sender Freies Berlin (SFB) gegründet. 
Infolge traten bei:
- 1997 Norddeutscher Rundfunk (NDR)
- 2000 Saarländischer Rundfunk (SR)
- 2003 Deutschlandradio (DRadio)
- 2005 Radio Bremen (RB)
- 2009 Deutsche Welle (DW)
- 2011 Westdeutscher Rundfunk (WDR)
- 2017 Bayerischer Rundfunk (BR)
- 2017 Hessischer Rundfunk (HR)
- 2017 Südwestrundfunk (SWR)

## Ziele und Geschäftsfelder des IVZ
- EDV-Dienstleister für medienspezifische SAP-Leistungen
- Rechenzentrumsleistungen für ARD-übergreifende IT-Dienstleistungen
- EDV-Dienstleister für Archivsysteme der öffentlich-rechtlichen Rundfunkanstalten

## Gremien
Das IVZ hat einen Lenkungsausschuss, der aus den Leitern der Bereiche Informationssysteme/Organisation der beteiligten Rundfunkanstalten gebildet wird. Die Mitglieder des Lenkungsausschusses sind für die Umsetzung ihrer gemeinsamen Planungen in ihrer jeweiligen Rundfunkanstalt verantwortlich. 
Der Geschäftsführer des Zentrums stimmt sich in allen Fachfragen mit dem Lenkungsausschuss ab. Seit 2001 ist Georg Greten Geschäftsführer.
Bei der Leitung und Überwachung der Aufgabenerfüllung des IVZ arbeiten die Rundfunkanstalten in einem Verwaltungsrat zusammen. Für die Besetzung des Verwaltungsrates benennt jede der Rundfunkanstalten ein Mitglied. Der Verwaltungsrat wählt aus seiner Mitte für jeweils zwei Geschäftsjahre einen Vorsitzenden.